# Gurania tubulosa
Gurania tubulosa är en gurkväxtart som beskrevs av Célestin Alfred Cogniaux. Gurania tubulosa ingår i släktet Gurania och familjen gurkväxter. Inga underarter finns listade i Catalogue of Life.